# Torre della Scalicella
Torre della Scalicella o "di Giuda" è una torre d'avvistamento in rovina nel paese di Scalea.